# Into the Void (Kiss)
Into the Void è un brano musicale del gruppo hard rock statunitense Kiss, pubblicato per la prima volta nel 1998, all'interno del loro album eponimo.

## La canzone
Questa è l'unica canzone dell'album Psycho Circus in cui Peter Criss avrebbe suonato la batteria. È anche l'unica traccia dell'album a vedere tutti i membri della band suonare, sebbene Ace Frehley suonasse anche un po' di chitarra ritmica. Gene Simmons suggerì che lui e Paul Stanley abbiano lavorato sulla canzone, cosa che Ace ha negato con veemenza: "Non posso credere che nel brano Gene abbia avuto il coraggio di dire che ha scritto il ritornello di quella canzone - Incredibilmente credibile! Incredibilmente credibile... Fottuto Gene, che insinua che la canzone non era una canzone abbastanza che lui e Paul hanno dovuto riarrangiarla e renderla migliore. È una delle migliori canzoni del fottuto disco. E posso fottutamente suonarti la demo originale con testi diversi ed è quasi la stessa fottuta canzone."

Tuttavia, in un'intervista con Roger Lotring, Ace ha ammesso che il bassista ha avuto qualche input, in seguito al rifiuto del suo demo originale di Shakin' Sharp Shooter: "Gene mi ha detto, 'Perché non riscrivi i testi e scrivi qualcosa sullo spazio? , su te stesso... Sai, come se fossi in un buco nero, o nel vuoto.' Mi sono detto: Sì, la canzone suona bene." In altre parole, Rocket Ride II. Ace ammette anche un'altra piccola assistenza con la traccia: "Tutti hanno un piccolo contributo. Paul mi ha aiutato a riarrangiare la canzone, musicalmente; Gene ha inventato il titolo; Peter ha suonato una grande traccia di batteria. L'abbiamo provata solo in una piccola prova studio. Nel pomeriggio, siamo andati nello studio in cui stavamo registrando, e abbiamo fatto tre o quattro riprese. Alla fine abbiamo mantenuto la prima ripresa, che ho adorato, perché la prima ripresa ha sempre spontaneità."

Anche il co-sceneggiatore Karl Cochran ha commentato la trasformazione della canzone: "Per quanto riguarda la struttura di base della canzone, quasi nulla è cambiato rispetto a quello che io e Ace abbiamo scritto. Ho i demo originali che sono stati tagliati nello studio di Ace, e fondamentalmente è lo stesso. canzone. Ace ha appena cambiato il titolo della canzone dopo che il demo è stato fatto, di cui Gene gli aveva parlato." Anche con le modifiche, la canzone quasi non è stata pubblicata per l'album con il produttore Bruce Fairbairn che non era sicuro che Ace potesse sistemare la canzone in tempo per registrarla il giorno successivo. Il chitarrista stava ancora finendo la strofa finale in studio all'inizio della registrazione. Una volta registrato, Ace non era soddisfatto del mix che Bruce ha fatto della canzone e ha insistito per remixare lui stesso la traccia per rendere la canzone più grezza, con le chitarre e la batteria più in alto nel mix.

## Apparizioni live
La canzone è stata suonata soltanto nel tour dell'album, senza poi essere più ripresa. Viene comunque suonata dallo stesso Ace, fino al 2011.

## Apparizioni in album

### Discografia dei Kiss[6]
- 1998 - Psycho Circus[7]
- 2001 - The Box Set
- 2006 - 20th Century Masters: The Millennium Collection, Vol. 3
- 2008 - Playlist Plus
- 2008 - The Complete Collection
- 2008 - Ikons[8]
- 2008 - Discoveries

## Formazione
- Paul Stanley - chitarra ritmica, cori
- Gene Simmons - basso, cori
- Ace Frehley - chitarra solista, voce principale
- Peter Criss - batteria, cori